# زبان اشاره سومالیایی
زبان اشاره سومالیایی زبان اشاره‌ای است که توسط ناشنوایان و کم شنوایان در سومالی و جیبوتی استفاده می‌شود.